# Enolato de cetona
Em química orgânica, um enolato de cetona é um enolato formado de uma cetona por reação com um base forte, tal como di-isopropilamida de lítio, ou com um ácido de Lewis tal como triflato de dibutilboro e uma base fraca tal como N,N-di-isopropiletilamina. No último caso, a base tira o íon de hidrogênio do carbono alfa da cetona e o átomo aceitador de elétrons do ácido de Lewis torna-se ligado ao oxigênio da cetona.